# Āb Gazān
Āb Gazān (persiska: آبگزان پاكوه, آب گَزان پاكو, اَب گُزان پاكو, آب گزان, Ābgazān-e Pākūh) är en ort i Iran.   Den ligger i provinsen Hormozgan, i den sydöstra delen av landet, 1 100 km sydost om huvudstaden Teheran. Āb Gazān ligger 323 meter över havet och antalet invånare är 131.
Terrängen runt Āb Gazān är huvudsakligen kuperad. Āb Gazān ligger nere i en dal.Runt Āb Gazān är det ganska glesbefolkat, med 40 invånare per kvadratkilometer. Närmaste större samhälle är Rahbarān, 19,3 km norr om Āb Gazān. Trakten runt Āb Gazān är ofruktbar med lite eller ingen växtlighet.